# Jakub Velenský
Jakub Velenský (* 30. listopadu 1979 Praha) je český basketbalista, rozehrávač. Je vysoký 185 cm.
V české basketbalové lize odehrál celkem 10 sezón (1998-2009). Hrál za kluby Sparta Praha (7 sezón, 1998-2005), BK Sadská (1 sezóna, 2005/06) a BK Kolín (2 sezóny, 2007-2009). Se Spartou Praha získal čtvrté místo (2004), dvě pátá místa (2000, 2001), šesté místo (2005), dvě sedmá místa (1997, 2003) a osmé místo (2004), s družstvem BK Sadská 12. místo (2006) a BK Kolín dvě 11. místa (2008, 2009). V české basketbalové lize zaznamenal 2091 bodů. Hrál třikrát v All-Star zápasech české basketbalové ligy (2001, 2002, 2003).
S týmem Sparta Praha se zúčastnil 3 ročníků FIBA Poháru Korač v letech 1999, 2001 a 2002. Zaznamenal celkem 22 bodů ve 4 zápasech FIBA evropských pohárů klubů.   
Hrál s družstvem České republiky na Světových univerziádách. V roce 2001 v Pekingu (Čína). V roce 2003 v Daegu (Korea) skončil na 13. místě a zaznamenal 24 bodů v 7 zápasech. V roce 2005 v Izmiru (Turecko) skončil rovněž na 13. místě.
Po skončení basketbalové kariéry se věnuje pedagogické a novinářské činnosti.

## Hráčská kariéra

### Kluby
- 1998-2005 Sparta Praha: 4. místo (2002), 2x 5. místo (2000, 2001), 6. místo (2005), 2x 7. místo (1999, 2003), 8. místo (2004), celkem 7 sezón a 1513 bodů
- 2005-2006 BK Sadská: 12. místo 1977 a 208 bodů,
- 2007-2009 BK Kolín: 2x 11. místo (2008, 2009) a 370 bodů
  - Česká basketbalová liga - Mattoni NBL celkem 10 sezón a 2091 bodů
- All-Star zápasy české basketbalové ligy hrál ve třech zápasech (2001, 2002, 2003)

### FIBA Evropské basketbalové poháry klubů
- Sparta Praha
- FIBA Poháru Korač
  - 1998/99 1998/99 účast ve čtvrtfinálové skupině s Apollon Patras (Řecko), Maccabi Ra'anana (Izrael) a Brotnjo Citluk (Bosna a Herzegovina)
  - 2000/01 vyřazení německým DJK Würzburg (51-90, 59-71)
  - 2001/02 vyřazeni slovinským Pivovarna Laško (86-111, 65-102).
- Jakub Velenský celkem 22 bodů ve 4 zápasech FIBA evropských pohárů klubů

### Světové Univerziády
- Česko, basketbal muži
  - 2001 Peking (Čína)
  - 2003 Daegu (Korea), 13. místo, 24 bodů v 7 zápasech
  - 2005 Izmir (Turecko), 13. místo